# 新莫克溫
50°54′37″N 26°45′41″E / 50.91028°N 26.76139°E
新莫克溫（烏克蘭語：Новий Моквин），是烏克蘭西北部的村莊，隸屬里夫內州的里夫內區。該村始建於1914年，面積1.51平方公里，海拔高度176米，2001年人口606。